# Туресен, Кнут Фловик
Кнут Фловик Туресен (норв. Knut Flovik Thoresen, родился 19 мая 1971 года в Арендале) — норвежский писатель и военный историк, капитан вооружённых сил Норвегии, ранее работавший историком в регистре военных кораблей в Кристиансанне.

## Биография
По образованию историк (окончил университет Агдера со степенью магистра истории. Проходил службу в вооружённых силах Норвегии, участвовал в командировках в Боснию, Косово, Афганистан и Ливию. Дослужился до звания капитана.
Впервые в Боснию прибыл в 1994 году в составе контингента «голубых касок», в конце 1990-х годов находился в Косово в составе контингента KFOR. Был свидетелем беспорядков в Косово в марте 2004 года, устроенных албанцами: в ходе беспорядков пострадали даже военные из контингента KFOR. По словам Туресена, в Обиличе на пути в Чаглавицу одна из рот миротворцев столкнулась с толпой буйствующих албанцев, которая повредила четыре машины и ранила военнослужащего. В самой Чаглавице группа шведских миротворцев была заблокирована в собственных БТР, и албанцы даже попытались из сжечь. В ходе протестов один из албанцев, попытался задавить норвежских солдат на грузовике, но был убит. В ходе беспорядков более 20 норвежцев получили ранения (в основном в них швырялись камнями и другими предметами, одного военнослужащего ранили в колено пулей).
В 2015 году был наблюдателем ОБСЕ в Луганске. Появился в документальном сериале «Фронтовики» (норв. Frontkjemperne) о норвежцах в рядах Ваффен-СС (2021, производство NRK) и был консультантом документального фильма «Лагерь смерти в Карасйоке и добрые помощники» (норв. Dødsleiren i Karasjok og de gode hjelperne) 2022 года.

## Творчество
Автор серии книг на тему военной истории, в том числе о Норвегии во Второй мировой войне.
В 2015 году его книга «В Норвегию на смерть» (норв. Til Norge for å dø) была переведена на сербский под названием «У Норвежку, у смрт». В этой книге рассказывается о 4060 гражданах Югославии, угнанных на принудительные работы в лагеря в Норвегию: из них 2420 человек были замучены до смерти в лагерях Карасьок, Бейсфьорд, Ботон, Кореген и Усен. В Сербии Туресен считается одним из ярых противников исторического ревизионизма, направленного на обеление Независимого государства Хорватия.
Издал две книги о Французском Иностранном легионе на норвежском языке — «Норвежцы в Иностранном легионе в 1831—2017 годах» (норв. Nordmenn i Fremmedlegionen fra 1831 til 2017) в 2017 году и «Нарвик 1940: Иностранный легион в битве за Норвегию» (норв. Narvik 1940, Fremmedlegionen i kamp for Norge) в 2020 году.
В 2022 году его книга «Мир в огне» (норв. En verden i flammer), представляющая собой воспоминания бойца Норвежского легиона Бьярне Драмстада, была издана нью-йоркским издательством Page на английском языке под названием «A World in Flames».

## Семья
Супруга — уроженка Модричи. Есть дети. Принял православие.

## Награды
- Золотая медаль за храбрость «Милош Обилич»[серб.] (2022, День государственности Сербии)[4][7]